# Jänissaaret (ö i Norra Karelen, Joensuu, lat 62,47, long 30,52)
Jänissaaret är en ö i Finland. Den ligger i sjön Melakko och Loitimo och i kommunen Joensuu i den ekonomiska regionen  Joensuu ekonomiska region  och landskapet Norra Karelen, i den sydöstra delen av landet, 400 km nordost om huvudstaden Helsingfors. Öns största längd är 50 meter i sydöst-nordvästlig riktning. Notera att namnet antyder att det är fråga om flera öar.